# Подура двоплямиста
Подура двоплямиста (Deuterosminthurus bicinctus) — вид колембол з родини Bourletiellidae. Звичайний вид, широко поширений в Голарктиці.

## Поширення
Вид поширений у більшій частині Європи, Північній Африці, Північній і Центральній Азії та Північній Америці. Живе в моху, лісовій підстилці, під корою дерев. Також трапляється в оранжереях і теплицях.

## Опис
Тіло жовтого кольору з двома великими плямами фіолетового пігменту на дорсальній стороні. Окрім номінальної форми з пурпуровими плямами, існують ще форми Deuterosminthurus bicinctus forma flavus, у якої плями помаранчево-жовті. Морфологія Deuterosminthurus bicinctus дуже схожа на Deuterosminthurus pallipes та forma puncteolus, де плями крапчасті. Усі щетинки на зовнішній стороні гомілкової кістки третьої ніжки (нога 3) мають приблизно однакову довжину. У самців довгі спеціалізовані щетинки, спрямовані назад, відсутні на задньому кінці шостого сегмента черевця. У самиць всі щетинки, що оточують задній прохід, мають однакову товщину.